# Вихолка (село)
Вихолка — село в Новозыбковском городском округе Брянской области.

## География
Находится в западной части Брянской области на расстоянии приблизительно 16 км на северо-запад по прямой от районного центра города Новозыбков.

## История
Известно с середины XVIII века как хутор, позднее деревня во владении Киево-Печерской лавры. В 1859 году здесь (село Суражского уезда Черниговской губернии) учтено 80 дворов, в 1892—120. В середине XX века работал колхоз «Искра». До 2019 года входило в Верещакское сельское поселение Новозыбковского района до их упразднения.

## Население
Численность населения: 516 человек (1859 год), 738 (1892), 214 человек в 2002 году (русские 81 %), 222 в 2010.